# Увельський
Увельський — селище (раніше селище міського типу), центр Увельського району Челябінської області Росії.
Залізнична станція Нижньоувельська на лінії Челябінськ — Троїцьк, за 82 км на південь від Челябінська, за 7 км на схід від міста Южноуральська.
Населення — 10,5 тис. осіб (2010).

## Історія
Спочатку поселення Нижньо-Увельський було частиною станиці Нижньо-Увельська (це поселення вперше згадується як Нижньо-Увельська заїмка в 1748 році).
У 1934 році селище Нижньо-Увельський було перейменоване в Увельський (одночасно районний центр був переведений на станцію Увельська), а в 1948 році Увельський отримав статус селища міського типу і знову став центром району. У лютому 1992 року статус населеного пункту був знижений до сільського селища.

## Економіка
Ведеться видобуток вогнетривкої і формувальної глин і піску з кар'єрів Увельського району. Комбінат хлібопродуктів, друкарня, ветсанутильзавод. Поблизу, в селищі Каменський — завод залізобетонних виробів.